# L.A. Guns
L.A. Guns es un grupo de sleaze rock de Los Ángeles, California, originalmente formada en 1982, aunque su carrera discográfica propiamente dicha no comenzó hasta 1988. Alcanzaron su mayor popularidad y éxito mundial durante la década de los 80, coincidiendo con el boom de popularidad del Hard rock y Sleaze Rock en Los Ángeles y en el mundo, sus dos primeros discos alcanzaron un gran éxito comercial lo que le trajo una gran popularidad alrededor del mundo, ambos álbumes son considerados como clásicos del Hard Rock angelino de ese período. Así mismo también son conocidos porque dos miembros de su formación más primitiva (la cual no llegó a editar ningún álbum) integraron posteriormente el famoso grupo Guns N' Roses junto con miembros de Hollywood Rose. Su mayor éxito comercial fue el tema "Ballad of Jayne", apoyado por un video muy promocionado en MTV.
Su estilo e imagen es descrito a menudo como Sleaze Rock, una variante del Glam Rock, que servía para definir a todos los grupos que giraban alrededor de Santa Mónica y Sunset Strip en Hollywood California, y que se caracterizaban por una imagen más agresiva callejera e irreverente que la de las bandas de glam clásicas.
En la actualidad siguen en activo, hasta 2012, dos bandas en gira se disputaban el nombre; la liderada por el cantante Phil Lewis, y la del guitarrista Tracii Guns; aunque fue la de Phil Lewis la que siguió la línea de continuidad de las diversas encarnaciones de la banda, y la responsable del disco, "Tales from the strip".

## Historia

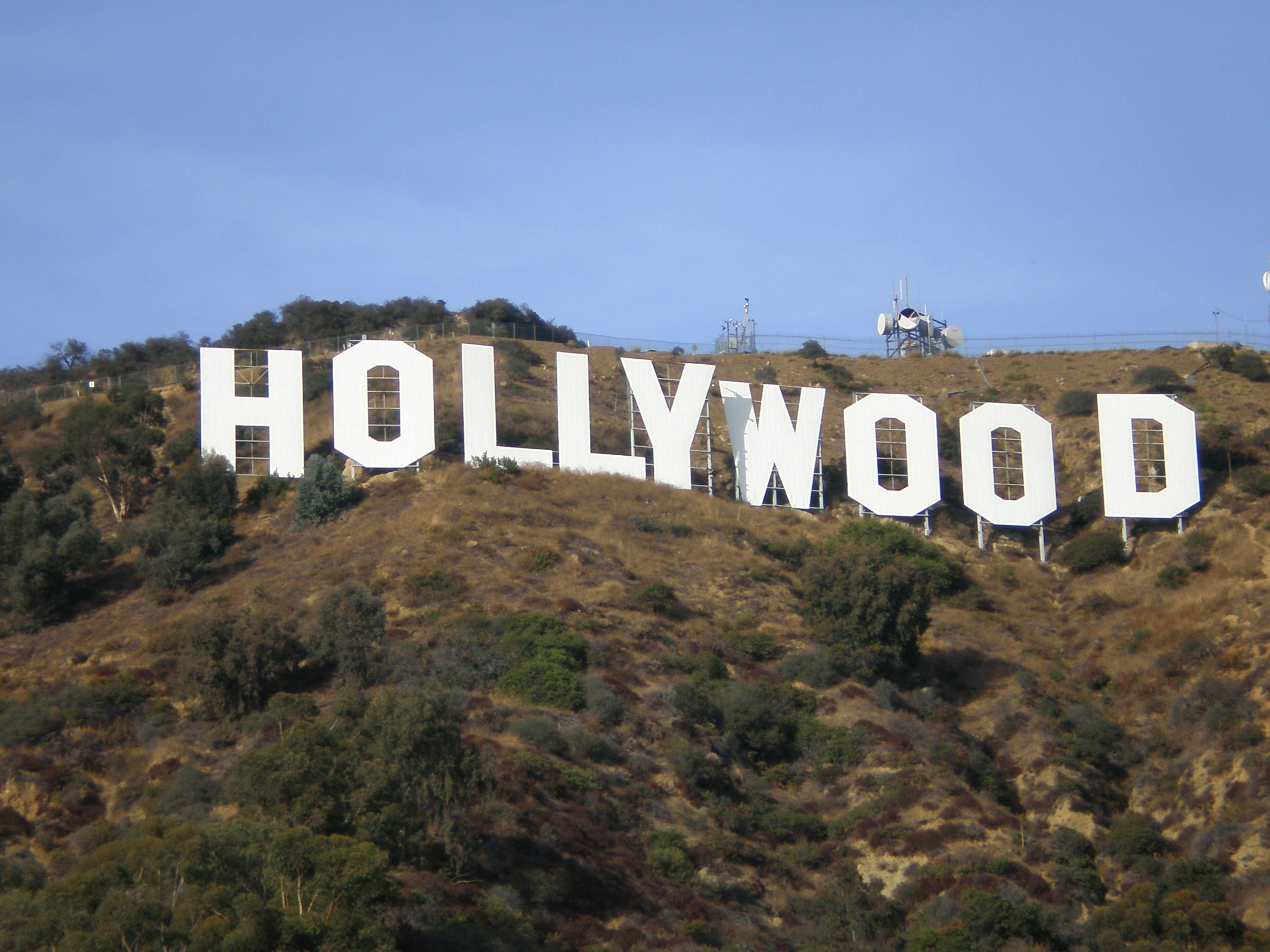
Hollywood es un tema recurrente en la temática y estética del grupo.

### Formación primitiva (1983-1985)
En los 80 Tracii Guns formó la banda conocida como L.A. Guns con el cantante Michael Jagosz, el bajista Ole Beich, y el batería Rob Gardner. Michael Jagosz fue encarcelado por una corta temporada, y reemplazado por el cantante Axl Rose. Axl se fue del grupo para formar Hollywood Rose y Michael Jagosz volvió a ocupar el puesto tras su regreso de prisión. Más tarde, Tracii Guns, Rob Gardner, y Ole Beich fusionaron L.A. Guns y Hollywood Rose, que incluía a Axl Rose e Izzy Stradlin. El nuevo grupo se denominó Guns N' Roses. Tracii rápidamente dejó la banda por diferencias con Axl Rose, y volvió a reformar L.A.Guns.

### Refundación (1985-1988)
Para la segunda alineación de L.A. Guns, Tracii reclutó al baterista de los Mau Maus y The Joneses, Paul Black como vocalista, al guitarrista Mick Cripps como bajista, y al batería Nickey "Beat" Alexander. Más tarde se les unió el que fuera primer cantante de Dogs D'amour Robert Stoddard, a la guitarra rítmica. Esta formación giró en 1985 y 1986, con Black contribuyendo al material que luego conformaría su disco de debut.

### Formación clásica (1988-1992)
Paul fue reemplazado por Phil Lewis, frontman de la banda británica Girl. Mick pasa a la guitarra, y el que luego sería miembro de Faster Pussycat, Kelly Nickels, pasa al bajo; con esta formación, L.A. Guns grabaron su disco de debut, publicado en 1988 en Vertigo Records, y titulado simplemente L.A. Guns. El disco contaba con un sonido directo y callejero, y aún es rememorado como una de las piezas básicas del Hard rock de su época; la portada del disco mostraba el logo del grupo, una calavera flanqueada por dos pistolas, y las luces de Hollywood al fondo; el debut popularizó los sencillos "No Mercy", "One More Reason" y "Sex Action" junto con otros clásicos que aún forman una parte imprescindible de su repertorio de directo. En su momento no resultó un gran éxito de ventas, y no sería hasta 1993 que alcanzaría el estatus de disco de oro.
En la gira del álbum, Nickey fue reemplazado por el que sería batería de W.A.S.P. Steve Riley; la formación se mantendría hasta 1992. En 1989, publicaron su segundo álbum Cocked & Loaded. Este disco contenía su gran éxito, "The Ballad of Jayne" que catapultó el álbum a disco de oro y constituyó el punto álgido de su éxito comercial. El álbum también contenía los hits "Never Enough" y "Rip & Tear", apoyados por serios videoclips programados en MTV. El grupo publicó dos videos correspodientes a estos dos discos, "One More Reason" (1989) and "Love, Peace, & Geese" (1990).

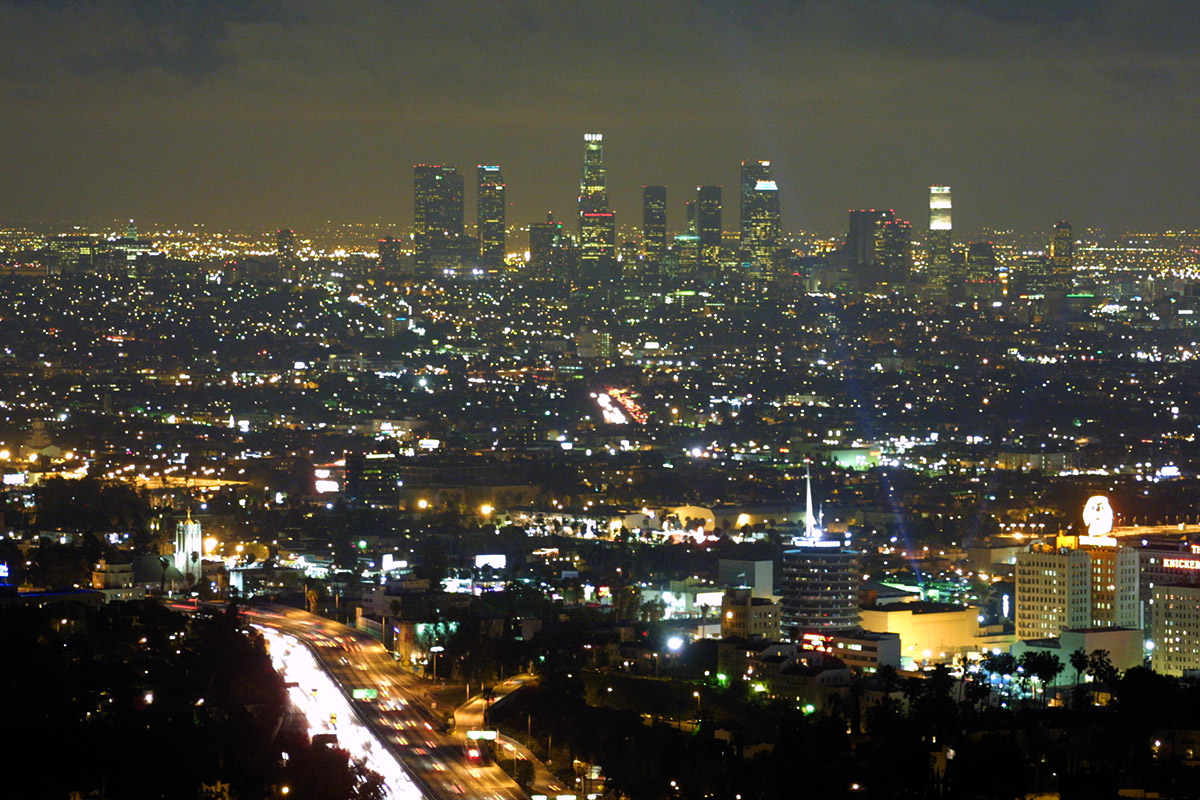
Vista nocturna de L.A. desde Hollywood Hills. El auge de L.A. Guns coincidió con el boom de la escena Hard Rock y Sleaze de Los Ángeles.

En 1991, publicaron su tercer álbum Hollywood Vampires en Polydor Records. El disco, aunque no consiguió alcanzar el éxito de Cocked & Loaded, si tuvo una buena acogida, conteniendo los Hits "Kiss My Love Goodbye" and "It's Over Now". Hoy en día está considerado como parte de su trilogía clásica, y contiene dos temas muy apreciados por los fanes; "Over the Edge" (que aparecería en la BSO de la película Point Break), y la balada "Crystal Eyes" . En 1992, publicarían el EP "Cuts", compuesto por cinco versiones, y en 1993, cuando su álbum debut alcanzó el oro, participaron en el Supergrupo Contraband. En 1994 publican Vicious Circle, su cuarto álbum, que contenía algunos temas ya publicados en el anterior, como "Crystal Eyes". El batería Michael "Bones" Gershima tocó en partes del disco, ya que Phil Lewis había expulsado al batería Steve Riley. Riley volvió a la formación para la gira de Vicious Circle. Tras esto, L.A. Guns fueron expulsados de Polygram (Vertigo/Polydor) Records, y tanto Phil Lewis como Mick Cripps dejaron el grupo.

### Experimentación (1993-1998)
En julio de 1995 Tracii Guns y Steve Riley reclutaron al vocalista Chris Van Dahl and y al guitarrista Johnny Crypt después de presenciar un concierto de su banda Boneyard. Tras seis meses de grabaciones, Kelly Nickels deja la formación y Johnny pasa al bajo para evitar tener que reclutar otro miembro más. En 1996, los nuevos L.A. Guns publican su sexto disco. American Hardcore, un álbum que se apartaba de su clásico sonido de Hard rock callejero, para volcarse a un Heavy metal más oscuro, un intento de aproximación al sonido que triunfaba en la era Grunge, que provocó el rechazo de sus fanes. Giraron durante 1996 y 1997, cuando Tracii deja marchar a Chris, esperando poder volver a reclutar a Phil Lewis, y con ello los días de gloria del grupo. Al rechazar Phil la oferta, el cantante Ralph Saenz ocupó el puesto. Tracii, Steve, Johnny, y Ralph giraron durante of '97 y principios del '98, publicando el EP de seis canciones Wasted.
A mitad de la gira "Rock Never Stops" de 1998 , Ralph deja el grupo para formar su propia banda. Joe Lesté de Bang Tango y Jizzy Pearl de Love/Hate, dos grupos de Hard Rock que probaron el éxito en la difícil escena de los 90, fueron considerados como candidatos. Tracii y Steve eligieron a Jizzy y rápidamente se lanzaron a la carretera. L.A. Guns hicieron una gira de clubs con Jizzy a finales de 1998 y principios de 1999, y publicaron Shrinking Violet, producido por el entonces guitarrista de Guns N' Roses, Gilby Clarke. El disco volvió a experimentar el ostracismo y rechazo de público y fanes, a pesar de lo cual los discos clásicos de L.A. Guns seguían manteniendo un estatus entre los aficionados.

### Reunión (1999-2003)
Tracii y Steve habían tratado con sus compañeros, Phil, Mick, and Kelly sobre una reunión. Cuando Johnny conoció la noticia, dejó el grupo; se fue el 6 de febrero de 1999. El disco de reunión, Greatest Hits and Black Beauties fue publicado en Deadline Records casi coincidiendo con Shrinking Violet, y renovó el interés del público por L.A. Guns; pero mientras, una reunión definitiva todavía no fue posible, y el grupo giró con Pearl y Gilby Clarke para promocionar Shrinking Violet. Todo ello coincidió con una época de revival del Hard Rock de los 80, tras la resaca del Grunge, muchos grupos "Sleaze" se reactivaban o se reunían; así L.A. Guns giró con Great White, Poison y Ratt, en la gira "Exiled From The Mainstream", en el verano de 1999. El 1 de septiembre de 1999, Jizzy and Chuck fueron expulsados de la banda, al consumarse la reunión de la formación clásica; Tracii Guns, Steve Riley, Phil Lewis, Kelly Nickels, y Mick Cripps. L.A. Guns comenzaron su gira de reunión en octubre de 1999 y grabaron un disco en directo en su Hollywood natal; el disco, Live: A Night on the Strip fue publicado el año siguiente.
En agosto de 2000, L.A. Guns regrabaron y publicaron Cocked & Loaded titulado Cocked & Re-Loaded en Deadline Records. Mick Cripps volvió a la banda y Brent se fue en el 2000, para grabar el disco Man In The Moon, El primer verdadero disco de estudio con Phil Lewis a las voces desde Vicious Circle. Mick tocó el teclado en él, pero no salió de gira. Muddy dejó el grupo tras un acorta gira promocional; fue reemplazado por Adam Hamilton, en invierno de 2002 para la gira de clubs. Man In The Moon, resucitaba tan sólo parcialmente algo del sonido clásico del grupo.
In 2002, publican Waking the Dead. El disco contiene algo del material más Heavy Metal que grabó el grupo, deslizándose en algunas canciones por la línea abierta en American Hardcore, abiertamente rechazada por los fanes de su material Sleaze; mientras, otros temas como "Revolution", que se convirtió en un clásico de su repertorio, recuperaban de lleno el sonido de sus primeros discos. El disco también incluía "OK, Let's Roll" - dedicada a Todd Beamer y otras personas fallecidas en los Atentados del 11 de septiembre de 2001.

### L.A. Guns sin Tracii Guns (2002-2005)
En septiembre de 2002, el guitarrista Tracii Guns se involucró en su nuevo proyecto, Brides of Destruction, con el bajista de Mötley Crüe, Nikki Sixx. Los Guns vieron el proyecto como la oportunidad de recuperar la credibilidad del "mainstream" que poseían en los '80s. Pero en 2004, Brides of Destruction se embarcaron en una gira mundial, y el futuro de L.A. Guns permaneció en el aire hasta que Steve Riley y Phil Lewis declararon en el programa de radio "Hairball John Radio Show" que la banda continuaría a pesar de la entrada de Tracii en Brides of Destruction.
Con un nuevo guitarrista, Stacey Blades, L.A. Guns publicaron el celebrado álbum de versiones Rips the Covers Off. El disco incluía versiones de David Bowie ("Moonage Daydream"), Queen, ("Tie Your mother down"), The Stooges ("Search & Destroy") o Hanoi Rocks ("Until I get you"), adaptadas al estilo de los Guns, además de una toma en directo de su propio tema "Revolution". A partir de la marcha de Tracii Guns, pasaron por varios cambios de guitarristas, y finalmente publicaron el disco Tales from the Strip en agosto de 2005; el álbum cosecharía un espectacular éxito de crítica a los dos lados del atlántico, y fue saludado por fanes y críticos como el mejor disco de L.A. Guns en muchos años; un disco en el que el grupo se decidió finalmente a recuperar totalmente su clásico sonido y actitud, facturando poderosos temas de Sleaze Rock, con trabajadas melodías y guitarras. Es el único disco de L.A. Guns que no incluye a Tracii Guns, con la excepción de un directo japonés.

#### Una segunda formación de L.A. Guns (2005 - 2012)
En 2005, se publicó una serie de demos remasterizada, grabadas por el cantante Paul Black, previamente a la entrada de Phil Lewis en el grupo. Ello sirvió de pretexto para que Tracii Guns impulsara un grupo con Paul Black, Nickey "Beat" Alexander, y el hijo de Tracii, Jeremy Guns, dedicado a interpretar en directo los viejos temas de L.A. Guns; llamada primeramente "Tracii Guns band", pero más tarde girando bajo el nombre de L.A. Guns, lo cual provocaría que dos bandas en activo y girando usasen ese nombre.
Cabe también remarcar que Tracii Guns posee el 50% de los derechos del nombre L.A. Guns mientras que el batería Steve Riley, el único miembro que ha tocado en todos los discos y reencarnaciones del grupo desde el primer álbum y el Cocked & Loaded, posee la otra mitad.
Esta duplicidad ha causado cierta controversia entre sus fanes, que discuten acerca de cual posee más legitimidad.
El 10 de octubre de 2006, Phil Lewis subió al escenario con Paul Black y Tracii Guns en el 20 aniversario del club "Cathouse", un local estrechamente vinculado a las escena Sleaze angelina de los 80, interpretando a dúo una versión del tema "Rip and Tear".
Para junio de 2008 Paul Black es despedido de L.A. Guns de Tracii Guns su lugar fue sustituido por Marty Casey y Alec Bauer entra a sustituir a Nickey Alexander.

#### Fin de las dos formaciones (2012)
En el 2012 Tracii Guns decide abandonar su versión de L.A Guns, dejando solo la de Phil Lewis como banda actual.

## Miembros

### Formación actual
- Phil Lewis - voces
- Tracii Guns - guitarra principal
- Ace Von Johnson – Guitarra rítmica
- Johnny Martin – bajo
- Shane Fitzgibbon – Batería

### Formación Clásica
- Phil Lewis - voz líder
- Tracii Guns - guitarra principal
- Mick Cripps - guitarra rítmica y coros
- Kelly Nickels - bajo y coros
- Steve Riley - batería, percusión

### Anteriores Miembros de la Banda
| - Stefan Adika - bajo - Nickey "Beat" Alexander - batería - Mattie B - bajo - Alec Bauer - guitarra - Ole Beich - bajo - Paul Black - voces - Stacey Blades - guitarra - Marty Casey - voces - Mick Cripps - bajo - Johnny Crypt - bajo - Chris Van Dahl - voces - Shane Fitzgibbon - batería - Rob Gardner - batería - Chuck Gerric - bajo - Michael "Bones" Gershima - batería - Edan Serge Gillen - teclado | - Michael Grant - guitarra rítmica y principal - Doni Gray - batería - Scott Griffin - bajo - Eric Grossman - bajo - Jeremy Guns - bajo - Adam Hamilton - bajo - Scott Foster Harris - voces - Chris Holmes - guitarra principal - Michael Jagosz - voces - Ace Von Johnson - guitarra rítmica - Keri Kelli - guitarra rítmica y principal - Kenny Kweens - bajo - Joe Lesté - voces - Johnny Martin - bajo - Rick Marty - guitarra rítmica y principal - Johnny Monaco - guitarra | - Brent Muscat - guitarra rítmica - Kelly Nickels - bajo - Danny Nordahl - bajo - Jizzy Pearl - voces - Charlie Poulson - voces - Steve Preach - guitarra rítmica - Keff Ratcliffe - guitarra rítmica - Steve Riley - batería - Dilana Robichaux - voces - Axl Rose - voces - Ralph Saenz - voces - Muddy Stardust - bajo - Chad Stewart - batería - Robert Stoddard - guitarra - Tony West - voces - Frank Wilsey - guitarra |

## Discografía

### Discos de Estudio
- L.A. Guns (1988) - Disco de Oro.
- Cocked & Loaded (1989) - Disco de Oro.
- Hollywood Vampires (1991)
- Vicious Circle (1995)
- American Hardcore (1996) - L.A.Guns sin Phil Lewis
- Shrinking Violet (1999) - L.A.Guns sin Phil Lewis
- Cocked & Re-Loaded (2000) Regrabación de Cocked & Loaded
- Man in the Moon (2001)
- Waking the Dead (2002)
- Rips the Covers Off - L.A. Guns sin Tracii Guns - (2004)
- Hollywood Raw (2004)
- Tales from the Strip - L.A.Guns sin Tracii Guns - (2005)
- Covered in Guns - L.A.Guns sin Tracii Guns - (2010)
- Hollywood Forever - L.A.Guns sin Tracii Guns - (2012)
- The Missing Peace - L.A.Guns con Tracii Guns - (2017)
- The Devil You Know - L.A.Guns con Tracii Guns - (2019)
- Checkered Past - L.A.Guns con Tracii Guns - (2021)
- Black Diamonds - L.A.Guns con Tracii Guns - (2023)

### EPs
- Collector’s Edition No.1 (1985)
- Cuts, (1992).
- Wasted, (1998). - L.A.Guns sin Phil Lewis

### Directo
- Live! Vampires (1992) - solo en Japón
- Live: A Night on the Strip (2000)
- Loud and Dangerous: Live from Hollywood - L.A. Guns sin Tracii Guns - (2006)

### Recopilatorios
- Best Of: Hollywood A Go-Go (1994) - solo Japón
- Hollywood Rehearsal (1997)
- Greatest Hits and Black Beauties (1999)
- Black City Breakdown (1985-1986) (2000)
- Ultimate LA Guns (2002)
- Black List (2005)
- 20th Century Masters - The Millennium Collection: The Best Of L.A. Guns (2005)

### Otros
- Holiday Foreplay (1991) Promo
- "I Do" (2007) Sencillo - L.A. Guns de Paul Black

## Grupos relacionados
- Axl Rose, Tracii Guns, Izzy Stradlin, Ole Beich, y Rob Gardner fueron la formación original de Guns N' Roses. Todos ellos excepto Izzy Stradlin estuvieron también en L.A. Guns.
- Tracii Guns, Paul Black, Mick Cripps, Brent Muscat, Kelly Nickels, y Chad Stewart tocaron todos, en uno u otro momento, en Faster Pussycat y L.A. Guns.
- En los 90s, Mick Cripps formó un grupo de Rock Siniestro y experimental, llamado "Burning Retna". El batería Nickey "Beat" Alexander y el bajista Kelly Nickels tocaron también en esa banda.
- Robert Stoddard fue el primitivo vocalista de Dogs D'amour, antes del liderazgo de Tyla. El primitivo vocalista de L.A. Guns, Paul Black, también grabó un álbum con el guitarrista de Dogs D'amour, Jo Amedia.